# ぱなぱんびん

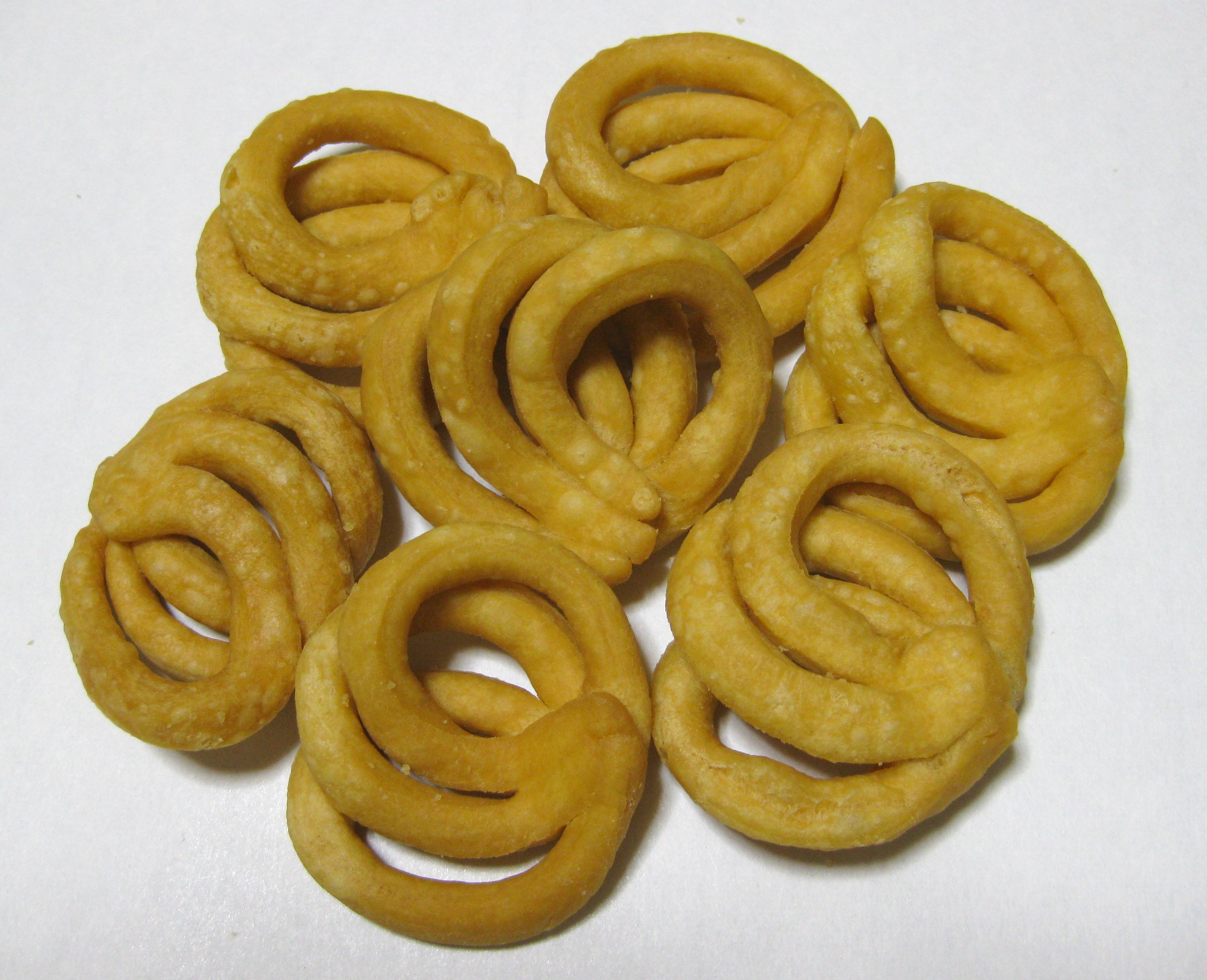
ぱなぱんびん

ぱなぱんびんは、沖縄県多良間島の伝統的な菓子である。地元の言葉で花（ぱな）の天ぷら（ぱんびん）を意味する。輪を重ねたような形状で直径は約5センチメートルである。一般家庭において祝事や法事などの際に作られる。
作り方は家庭によって違いがあるが、一般には小麦粉、牛乳、鶏卵、塩を混ぜてこねた生地を伸ばして細長い短冊状に切り分け、数本を束ねて形を整え油で揚げて作る。かつては小麦粉の代わりにアワを用いることもあった。
1990年（平成2年）に沖縄コンベンションセンターで開催された離島フェア1990に出品され好評を博し、2004年（平成16年）1月にはNHKラジオ番組「食べて旅して」で紹介された。